# Japonia na Letnich Igrzyskach Olimpijskich 1960
Na Letnich Igrzyskach Olimpijskich 1960 reprezentowało Japonię 162 sportowców (142 mężczyzn i 20 kobiet) w 96 dyscyplinach. 

## Medaliści
| Medal  | Nazwisko                                                                                    | Sport                | Konkurencja                                   |
| ------ | ------------------------------------------------------------------------------------------- | -------------------- | --------------------------------------------- |
| Złoto  | Takashi Ono                                                                                 | Gimnastyka           | Mężczyźni, drążek                             |
| Złoto  | Takashi Ono                                                                                 | Gimnastyka           | Mężczyźni, skok                               |
| Złoto  | Takashi Ono, Shūji Tsurumi, Masao Takemoto, Yukio Endō, Nobuyuki Aihara i Takashi Mitsukuri | Gimnastyka           | Mężczyźni, wielobój drużynowo                 |
| Złoto  | Nobuyuki Aihara                                                                             | Gimnastyka           | Mężczyźni, ćwiczenia na podłodze              |
| Srebro | Takashi Ono                                                                                 | Gimnastyka           | Mężczyźni, wielobój indywidualnie             |
| Srebro | Masao Takemoto                                                                              | Gimnastyka           | Mężczyźni, drążek                             |
| Srebro | Tsuyoshi Yamanaka                                                                           | Pływanie             | Mężczyźni, 100 m stylem dowolnym              |
| Srebro | Yoshihiko Ōsaki                                                                             | Pływanie             | Mężczyźni, 200 m stylem klasycznym            |
| Srebro | Makoto Fukui, Hiroshi Ishii, Tsuyoshi Yamanaka i Tatsuo Fujimoto                            | Pływanie             | Mężczyźni, sztafeta 4 × 200 m stylem dowolnym |
| Srebro | Yoshinobu Miyake                                                                            | Podnoszenie ciężarów | Mężczyźni, waga do 56 kg                      |
| Srebro | Masayuki Matsubara                                                                          | Zapasy               | Mężczyźni, styl wolny waga musza do 52 kg     |
| Brąz   | Takashi Ono                                                                                 | Gimnastyka           | Mężczyźni, poręcz                             |
| Brąz   | Takashi Ono                                                                                 | Gimnastyka           | Mężczyźni, kółka                              |
| Brąz   | Shūji Tsurumi                                                                               | Gimnastyka           | Mężczyźni, koń z łęgami                       |
| Brąz   | Kiyoshi Tanabe                                                                              | Boks                 | Mężczyźni, waga musza do 51 kg                |
| Brąz   | Yoshihisa Yoshikawa                                                                         | Strzelectwo          | Mężczyźni, pistolet dowolny 50 m              |
| Brąz   | Kazuo Tomita, Kōichi Hirakida, Yoshihiko Ōsaki, Keigo Shimizu                               | Pływanie             | Mężczyźni, sztafeta 4 × 100 m stylem zmiennym |
| Brąz   | Satoko Tanaka                                                                               | Pływanie             | Kobiety, 100 m stylem grzbietowym             |